# Chatka w Wawrzce
Chatka w Wawrzce – nieistniejąca chatka studencka, położona na wysokości około 520 m n.p.m. na terenie wsi Wawrzka w Beskidzie Niskim.
Chatka była prowadzona przez Klub Turystyczny Ekonomistów TRAMP koło PTTK nr 26 SGH przy Oddziale Międzyuczelnianym w Warszawie.
Obiekt posiadał do 30 miejsc noclegowych pod dachem oraz możliwość rozbicia namiotu. Chatka była zelektryfikowana. Oferowała noclegi w zamian za prace na jej rzecz, później wprowadzono opłaty. Otwarta była w miesiącach letnich, a w pozostałym okresie - po uprzedniej rezerwacji.

Chatka została zamknięta około 2003; pojawiają się jednak informacje że jeszcze w 2005 udzielała noclegów jako obiekt prywatny.

## Piesze szlaki turystyczne
- Niebieski szlak turystyczny Rzeszów – Grybów na odcinku: Grybów – Chełm – Wawrzka – Homola – Bordiów Wierch – Ropki – Wysowa
- Gorlice - Przełęcz Żdżar – Bielanka – Miejska Góra – Suchy Wierch – Ropa – Wawrzka – Florynka